# 陕甘宁边区第三师范学校
陕甘宁边区第三师范学校（简称“三边师范”、“边区三师”）是抗日战争时期中共中央在陕甘宁边区三边分区在定边县创办的专门培养中小学师资的学校。

## 历史
1939年9月，陕甘宁边区政府教育厅决定在三边分区建立陕甘宁边区第三师范学校，派卢勤良、文普华筹建，校址位于定边县城借用二道西街一所民宅，后搬到北街的老爷庙和城隍庙内（现向阳小学后院）。1940年5月4日开学，设1个班学生40余人。三边地委书记白治民兼任校长，卢勤良任副校长主持工作，刘若曾任教导处主任。
1942年4月增设地方干部训练班。1944年5月18日中央民族学院的蒙、回、藏学员及部分教职员工由延安迁到定边与三边师范合并，改称三边公学，设中学部、地方干部训练部和民族部；三边地委书记王世泰兼任校长，卢勤良、中央统战部刘春任副校长1949年9月，干校部迁至宁夏，改为宁夏省委干部学校；中学部留下更名为定边县立中学。